# Abierto de España (tenis de mesa)
El Abierto de España de tenis de mesa es una competición que se disputa en España y que forma parte del ITTF World Tour —un circuito anual de torneos celebrados en distintos países del mundo organizado por la Federación Internacional de Tenis de Mesa (ITTF)—. Al igual que el resto de Abiertos, el torneo puede llegar a incluir eventos en hasta seis categorías: individuales masculino y femenino, dobles masculino y femenino, y sub-21 (U21) años masculino y femenino.
Excepto en el año 2016, la competición se ha llevado a cabo todos los años desde 2011 hasta la actualidad. Y salvo la edición de 2014 el Open de España se ha catalogado como un torneo "Challenge", lo que supone la categoría inferior de las posibles. De hecho, mientras que entre los años 2011 a 2015 el Open de España formó parte de los eventos integrantes del World Tour, desde el torneo celebrado en el año 2017 no, puesto que precisamente desde ese año los torneos "Challenge series" se incardinan dentro de un tour diferente.
En el Open de España el principal logro conseguido por palistas españoles fue en la edición de 2015, en la que He Zhi Wen y Carlos Machado se proclamaron campeones en la modalidad de dobles.

## Cuadro de resultados
| Año Lugar        | Individual masculino  | Individual femenino | Dobles masculino              | Dobles femenino                   | U21 masculino      | U21 femenino    |
| ---------------- | --------------------- | ------------------- | ----------------------------- | --------------------------------- | ------------------ | --------------- |
| 2020 Granada     | Kiril Gerassimenko    | Honoka Hashimoto    | Nima Alamian Noshad Alamiyan  | Satsuki Odo Saki Shibata          | Rares Sipos        | Maki Shiomi     |
| 2019 Guadalajara | Zhai Yujia            | Miyu Kato           | Killian Ort Quiu Dang         | Stephanie Loeuillette Yuan Jianan | Horacio Cifuentes  | Adriana Díaz    |
| 2018 Guadalajara | Kim Minhyeok          | Saki Shibata        | Jaehyun An Seungmin Cho       | Honoka Hashimoto Hitomi Sato      | Seungmin Cho       | Saki Shibata    |
| 2017 Almería     | Sathiyan Gnanasekaran | Hina Hayata         | Kenji Matsudaira Jun Mizutani | Jeon Ji-hee Yang Ha-eun           | Lam Siu Hang       | Satsuki Odo     |
| 2015 Almería     | Maharu Yoshimura      | Jeon Ji-hee         | He Zhi Wen Carlos Machado     | Ai Fukuhara Misako Wakamiya       | Donghyum Kim       | Miu Hirano      |
| 2014 Almería     | Paul Drinkhall        | Fen Li              | Peng Tang Chun Ting Wong      | Miu Hirano Mima Ito               | Romain Lorentz     | Sofía Polkanova |
| 2013 Almería     | Cazuo Matsumoto       | Huajun Jiang        |                               |                                   | Julien Indeherberg | Wing Nam Ng     |
| 2012 Almería     | Chuang Chih-Yuan      | Kim Kyung-Ah        | Kenji Matsudaira Jun Mizutani | Kim Kyung-Ah Park Mi-Young        | Donghyum Kim       | Kasumi Ishikawa |
| 2011 Almería     | Oh Sang-Eun           | Sayaka Hirano       | Lee Jung-Woo Oh Sang-Eun      | Jiang Huajun Tie Ya Na            |                    |                 |